# Llano de la Puerta
Llano de la Puerta es una localidad del estado mexicano de Guerrero. Es parte del municipio de San Marcos.

## Demografía
| Gráfica de evolución demográfica |
|                                  |

| Censo | Población |
| ----- | --------- |
| 1900  | 417       |
| 1910  | 464       |
| 1921  | 328       |
| 1930  | 384       |
| 1940  | 518       |
| 1950  | 343       |
| 1960  | 621       |
| 1970  | 947       |
| 1980  | 1 239     |
| 1990  | 1 248     |
| 2000  | 1 264     |
| 2010  | 1 322     |
| 2020  | 1 262     |